# غربی (روستا)
 غربی  (در عربی:  الغَربی )
نام روستایی است در عزلهٔ (مخلاف العود)، در دهستان الغُربان از توابع استان 
عَدَن در کشور یمن در شبه جزیره عربستان. 

## جمعیت
جمعیت آن (۵۵ ) نفر (۶ خانوار) می‌باشد.